# Копьяпоа
Копьяпоа (лат. Copiapoa) — род растений семейства Кактусовые (Cactaceae) из Южной Америки.

## Название
Название происходит от города Копьяпо в Чили.

## Биологическое описание
Растения одиночные или ветвящиеся, побеги уплощенно-шаровидные до шаровидных или цилиндрические, верхушки обычно покрыты густым шерстистым опушением. Корневая система разветвленная или стержневая реповидная. Рёбра у взрослых растений чётко различимы. Обычно имеются колючки, игловидные или шиловидные, их длина вариабельна. Цветки появляются в верхней части побегов, от колокольчатых до воронковидных, жёлтые, иногда с красноватым оттенком; цветочные трубки короткие, широкие; околоплодник короткий, округлый до слегка граненого, почти всегда голый. Тычиночные нити и пестик всегда бледно-желтые, пыльники от бледно-желтых до золотисто-желтых. Плоды мелкие, у ряда видов в верхней части плодов присутствуют мелкие чешуйки, у некоторых самых северных видов в пазухах чешуек формируются короткие белые волоски. Семена черные, блестящие или слегка блестящие, чёрные, с большим хилумом.

## Распространение и экология
Родина — северное Чили, пустыня Атакама.

## Значение и применение
Копьяпоа представляют интерес с точки зрения коллекционирования. Некоторые коллекционеры кактусов специализируются на «чилийцах» (Копьяпоа, Неочиления, Эриозице и другие).

## Выращивание в культуре
Обязательно интенсивное освещение, особенно для видов с покрытым восковидным налётом эпидермисом. Полив минимальный, зимовка абсолютно сухая. Почва хорошо дренированная, с значительным количеством минеральных компонентов. Прививка приводит к потере естественного внешнего вида.

## Виды
По информации базы данных The Plant List, род включает 27 видов:
- Copiapoa ahremephiana N.P.Taylor & G.J.Charles
- Copiapoa alticostata F.Ritter
- Copiapoa angustiflora Helmut Walter, G.J.Charles & Mächler
- Copiapoa aphanes Mächler & Helmut Walter
- Copiapoa calderana F.Ritter
- Copiapoa cinerascens (Salm-Dyck) Britton & Rose
- Copiapoa cinerea (Phil.) Britton & Rose
- Copiapoa coquimbana (Karw. ex Rüpler) Britton & Rose
- Copiapoa dealbata F.Ritter
- Copiapoa decorticans N.P.Taylor & G.J.Charles
- Copiapoa echinoides (Lem. ex Salm-Dyck) Britton & Rose
- Copiapoa fiedleriana (K.Schum.) Backeb.
- Copiapoa humilis (Phil.) Hutchison
- Copiapoa hypogaea F.Ritter
- Copiapoa intermedia F.Ritter
- Copiapoa krainziana F.Ritter
- Copiapoa leonensis I.Schaub & Keim
- Copiapoa longistaminea F.Ritter
- Copiapoa marginata (Salm-Dyck) Britton & Rose
- Copiapoa megarhiza Britton & Rose
- Copiapoa montana F.Ritter
- Copiapoa pendulina F.Ritter
- Copiapoa rupestris F.Ritter
- Copiapoa schulziana I.Schaub & Keim
- Copiapoa × scopa Doweld
- Copiapoa serpentisulcata F.Ritter
- Copiapoa solaris (F.Ritter) F.Ritter